# Кетенхаузен
Кетенхаузен (њем. Kettenhausen) општина је у њемачкој савезној држави Рајна-Палатинат. Једно је од 119 општинских средишта округа Алтенкирхен (Вестервалд). Према процјени из 2010. у општини је живјело 241 становника. Посједује регионалну шифру (AGS) 7132061.

## Географски и демографски подаци
Кетенхаузен се налази у савезној држави Рајна-Палатинат у округу Алтенкирхен (Вестервалд). Општина се налази на надморској висини од 265 метара. Површина општине износи 1,7 km². У самом мјесту је, према процјени из 2010. године, живјело 241 становника. Просјечна густина становништва износи 143 становника/km².